# Llegenda dels capítols matrimonials
La Llegenda dels capítols matrimonials és una llegenda sobre els Capítols matrimonials de Barbastre (1137) i l'ús de la Senyera Reial del Casal d'Aragó que apareix per primera vegada el 1438.

## Recopilació de la llegenda
Aquesta llegenda fou recopilada pel noble català mossèn Pere Tomic en la seva obra Histories e conquestes dels Reys de Arago e Comtes de Barcelona. Acabada el 1438 l'obra no fou editada però fins al 1495, perquè el primer llibre imprès a la península fou «Les Trobes en lahors de la Verge Maria», imprès el 1477 al Regne de València per Jacob Vitzlán, comerciant alemany que representava a la família dels Ravensburg. Posteriorment Joan Rosembach, un altre alemany que havia treballat en les impremtes de València es traslladà cap al 1492 a Barcelona, on imprimí l'obra de Tomic.
L'obra és una reivindicació del paper de l'aristocràcia militar enfront de la monarquia absoluta, sent característiques les llargues llistes de nobles aragonesos, valencians i catalans que participaren en les empreses bèl·liques de la Corona d'Aragó. Així mateix l'obra recull diverses llegendes de la Corona d'Aragó, com ara la Llegenda de Galceran de Pinós o el Rescat de les cent donzelles, la Llegenda dels camperols covards, o la Llegenda de la Senyera Reial i els capítols matrimonials.

## La llegenda
Aquesta llegenda explica, contra l'evidència històrica, que en els Capítols matrimonials de Barbastre (1137) pels quals el rei Ramir II d'Aragó donà el regne d'Aragó i la seva filla Peronella d'Aragó en matrimoni al comte de Barcelona Ramon Berenguer IV, ja es va pactar que a partir d'aleshores els reis d'Aragó usaries la senyera del comte de Barcelona; els nobles aragonesos hi accediren, demanant però el privilegi que fos alguns d'ells qui la portés en batalla, petició a la que el comte de Barcelona hi accedí: «lo qual matrimoni se acaba ab certs capitols que lo dit comte volgue entre los quals són aquests Primerament que lo dit comte tant com visques: nos hagues adir rey darago;sino comte de Barçelona e princep de Arago:pero que lo primer fill que dells exiria se digues rey darago:e comte de Barçelona Lo segon capitol:que los reys de Arago haguessen aportar les armes del comte de Barçelona:en no de Arago e que lo crit fos de sanct Jordi sens contradictio alguna:los quals capitols plasqueren als aregonesos:e tant post los fermaren e demenaren en gracia del dit comte quels volgues atorgar que tostemps que los reys darago anassen en batalla aragones hagues aportar la senyera: en no altre:e lo dite comte atorgalsho.e fou unit lo comtat de Barçelona ab lo realme de Arago». Malgrat que això mai no formà dels Capítols matrimonials de Barbastre (1137), sí que és cert, però, que el privilegi de ser el Portabandera de la Senyera Reial estava reservat als nobles de la Casa del rei d'Aragó, i que en la genealogia del rei Joan I d'Aragó feta el 1380 es detalla que el comte de Barcelona mai no va canviar la seva senyera comtal, que es convertí en la Senyera Reial.